# Abadiotes
Los abadiotes fueron un pueblo extinguido de origen árabe-musulmán y sarraceno, asentado en la isla de Candía (antiguo nombre de la isla de Creta) en 825.
En el siglo XIX había unos 4000 individuos repartidos en una veintena de pueblos.